# Рёлкинская культура
Рёлкинская культура — археологическая культура раннего средневековья в Томско-Нарымском Приобье.

## Описание
Название получено по могильнику Рёлка близ села Молчаново в Молчановском районе Томской области, исследовавшемуся Л. А. Чиндиной и В. И. Матющенко в 1960-е годы.
Выделена в отдельную культуру в 1970 году Л. А. Чиндиной. Сформировалась на основе традиций кулайской культуры под влиянием пришлого юго-восточного компонента, связанного с Лачиновской культурой. Определяющими признаками являются специфический погребальный обряд, керамика, культовое литьё, украшения, жилища.
В Томской области известно около ста поселений рёлкинской культуры. Поселения располагались по берегам водоёмов и насчитывали от 5 до 100 построек — жилищных, хозяйственно-бытовых, культовых. Жилища различного типа: от небольших полуземлянок до крупных двухкамерных каркасных и срубных сооружений с очагами и местами для отдельных семей.
Погребальный обряд известен по небольшим курганным могильникам (2—3 кургана) и крупным: Архиерейская Заимка, Вахтовский, Рёлкинский, Салтаковский, Тимирязевский-1, Тимирязевский-2 и другим. Умерших в основном хоронили по обряду ингумации — на поверхности или в неглубоких могилах, сверху насыпали небольшие курганы. На крупных некрополях для семейной общины существовало своё место погребений. В результате мелкие курганные насыпи сливались в большой курган, под которым покоились десятки родственников. Были и небольшие курганы с одним погребённым.
Подъём экономики был связан со специализацией отдельных отраслей хозяйства — охоты, чёрной металлургии, металлообработки в рамках семейных общин. Рёлкинское общество состояло из позднеродовых объединений (патриархальная семья, семейная община, группа семейных общин) со свойственными им чертами внутреннего единства: общности земли семейных общин, наличие единых тотемистических и антропоморфных предков, кладбищ. В обществе появляются элитарные прослойки воинов, кузнецов, более обеспеченных людей, о чём свидетельствует особый обряд погребений (сожжения, жертвоприношения), более богатое сопровождение специфическим инвентарём (первоклассное оружие, дорогостоящие ткани, элитные пояса, жертвенные животные, обособление жилищ-мастерских кузнецов). Группы семейных общин консолидировались в более крупные подразделения типа племён.